# George Popkhadze
George Popkhadze (født 25. september 1986) er en georgisk professionel fodboldspiller, der spiller for ?. 
Han kom til Viborg FF i sommeren 2006 på en free transfer, hvor han fik en kontrakt på et halvt år, men den blev forlænget, da han viste sit potentiale i Royal League.
I Viborg FF blev han hurtigt en populær skikkelse blandt klubbens fans. Blandt andet blev han kåret til 'Årets spiller' af klubbens fans for sæsonen 2007/2008. For samme år vandt han klubbens officielle pris for årets fighter.
Efter Viborg FFs hjemmekamp 5. november 2010 mod FC Fyn opstod der rygter om Popkhadze havde haft et skænderi med træner Lars Søndergaard under træningen før kampen, og at dette var grunden til at Popkhadze end ikke var på holdkortet til kampen mod FC Fyn. Lars Søndergaard tog efterfølgende stærkt afstand fra den form for journalistik og kaldte historien for "En værre løgnhistorie". Den 23. november 2010 meddelte klubben at George Popkhadze fik ophævet sin kontrakt med øjeblikkelig virkning, på grund af spilleren havde hjemve til Georgien.
I foråret 2011 underskrev Popkhadze kontrakt med den georgiske klub FC Zestafoni. I sommeren 2011 underskrev han en 1-årig kontrakt med den østrigske klub SK Sturm Graz.
Han spillet 7 kampe for Georgiens fodboldlandshold.
George Popkhadze er gift og har en datter.